# Walter Campbell (hockey sur gazon)
Pour les articles homonymes, voir Walter Campbell et Campbell.
Walter Campbell, né le 14 octobre 1886 à Dublin et mort le 11 juillet 1967 également à Dublin, est un joueur de hockey sur gazon irlandais. Lors des Jeux olympiques d'été de 1908, se tenant à Londres, il remporte la médaille d'argent pour la première apparition de ce sport au programme olympique.

## Palmarès

### Jeux olympiques
- Jeux olympiques d'été de 1908 à Londres
  -  Médaille d'argent.